# Етідзен (Фукуй)

35°54′12″ пн. ш. 136°10′9″ сх. д. / 35.90333° пн. ш. 136.16917° сх. д.
Етідзе́н (яп. 越前市, えちぜんし, МФА: [et͡ɕid͡zeɴ ɕi̥]) — місто в Японії, в префектурі Фукуй.

## Короткі відомості
Розташоване в центральній частині префектури. Виникло на основі стародавнього адміністративного центру провінції Етідзен. До 1869 року основне містечко називалося Футю́. Засноване 2005 року шляхом об'єднання міста Такефу й містечка Імадате. Основою економіки є машинобудування, хімічна і текстильна промисловість, виробництво електротоварів. Традиційні ремесла — виготовлення паперу, ножів, шовку. Станом на 1 червня 2009 площа міста становила 230,75 км². Станом на 1 липня 2011 населення міста становило 85 426 осіб.

## Уродженці
- Ватанабе Хіромото — політик.